# شاه‌نهنگیان
شاه‌نهنگیان (نام علمی: Physeteroidea) نام یک بالاخانواده از زیرراستهٔ آب‌بازسانان دندان‌دار است.